# Johann Ludwig Jordan (Politiker)
Johann Ludwig Jordan (* 26. August 1791 in Berlin; † 29. März 1874 in Birkigt) war ein deutscher Fabrikant und Politiker.

## Leben
Jordan war der Sohn eines Brauereidirektors und heiratete 1824. Nach einer kaufmännischen Lehre war er von 1820 bis 1852 Teilhaber eines Handelsgeschäfts mit Ölmühle in Bodenbach, später auch Teilhaber einer Zichorienfabrik in Ulgersdorf bei Bodenbach sowie Inhaber einer Speditionsfirma in Tetschen und Karolinenthal bei Prag. Von 1840 bis 1879 war er Papierfabrikant in Birkigt bei Tetschen (seit 1863 mit einer Holzschleiferei, seit 1873 mit einer Strohzellstofffabrik), später auch Besitzer einer chemischen Produktenfabrik in Kralup bei Prag, einer Dampfmühle in Szegedin und anderer industrieller Unternehmen im Umland von Prag. Er war Verfasser mehrerer Artikel zu Schifffahrtsfragen. Er war Gründer einer Krankenversicherung und einer Fabriksbibliothek für die Arbeiter seiner Unternehmen.
Vom 1. Juni 1848 bis zum 24. November 1848 (Nachfolger war Eduard Strache) vertrat er den Wahlkreis Böhmen (Kreis Leitmeriz, Tetschen) in der Frankfurter Nationalversammlung. Im Parlament blieb er fraktionslos und stimmte mit dem Linken Zentrum.